# Geber
Geber (Abū Mūsā Jābir ibn Ḥayyān (أبو موسى جابر بن حيّان, različno imenovani al-Ṣūfī, al-Azdī, al-Kūfī, ali al-Ṭūsī)), arabski kemik, alkimist, astronom, astrolog, inženir, filozof, farmacevt, zdravnik in fizik, * 721, Tus, Perzija, † 815, Kufa, Perzija.
Je domnevni avtor velikega števila del v arabščini, ki se pogosto imenujejo Jabirian korpus. Okoli 215 razprav, ki so ohranjene danes, se večinoma ukvarjajo z alkimijo in kemijo, magijo in šiitsko versko filozofijo. Vendar pa je bil prvotni obseg korpusa ogromen in je zajemal široko paleto tem, od kozmologije, astronomije in astrologije, preko medicine, farmakologije, zoologije in botanike do metafizike, logike in slovnice.
Dela, pripisana Geberju, ki so pogojno datirana v ok.  850 – ok.  950, vsebuje najstarejšo znano sistematično klasifikacijo kemičnih substanc in najstarejša znana navodila za pridobivanje anorganske spojine (salomoniak ali amonijev klorid) iz organskih snovi (kot so rastline, kri in lasje) s kemičnimi sredstvi. Njegova dela vsebujejo tudi eno najzgodnejših znanih različic teorije žvepla in živega srebra o kovinah, mineraloške teorije, ki bo ostala prevladujoča do 18. stoletja.
Pomemben del Geberjevih spisov se ukvarja s filozofsko teorijo, znano kot »znanost o ravnotežju« (arabsko ʿilm al-mīzān), katere cilj je bil reducirati vse pojave (vključno z materialnimi snovmi in njihovimi elementi) na sistem mer in količinska razmerja. Geberjeva dela vsebujejo tudi nekaj najzgodnejših ohranjenih šiitskih imamoloških doktrin, za katere je Geber predstavil, da izhajajo iz njegovega domnevnega učitelja, šiitskega imama Jaʿfarja al-Ṣādiqa (umrl 765).
Že v 10. stoletju sta bila v islamskih znanstvenih krogih sporna identiteta in natančen korpus Geberjevih del. O avtorstvu vseh teh del ene same osebe in celo o obstoju zgodovinskega Geberja dvomijo tudi sodobni učenjaki. Namesto tega se na splošno domneva, da je bil Jabir ibn Hayyan psevdonim, ki ga je uporabljala anonimna šola šiitskih alkimistov, ki je pisala v poznem 9. in zgodnjem 10. stoletju.
Nekatera arabska Geberjeva dela (npr. Velika knjiga usmiljenja in Knjiga sedemdesetih) so bila prevedena v latinščino pod latiniziranim imenom Geber, v Evropi v 13. stoletju pa je začel pisati anonimni pisec, običajno imenovan psevdo-Geber. alkimistični in metalurški spisi pod tem imenom.